# جيف غولدن
جيف غولدن (بالإنجليزية: Jeff Golden)‏ هو سياسي أمريكي، ولد في 24 أبريل 1950.